# Liste der Monuments historiques in Walbach
Die Liste der Monuments historiques in Walbach führt die Monuments historiques in der französischen Gemeinde Walbach auf.

## Liste der Bauwerke
| Bezeichnung        | Beschreibung                                                                       | Standort                | Kennzeichnung | Schutzstatus | Datum | Bild           |
| ------------------ | ---------------------------------------------------------------------------------- | ----------------------- | ------------- | ------------ | ----- | -------------- |
| Château de Walbach | Burganlage, 1336 erstmals erwähnt; im 16. und 18. Jahrhundert zum Schloss umgebaut | 1 rue du Château (Lage) | PA00085728    | Classé       | 1946  | weitere Bilder |

## Liste der Objekte
| Bezeichnung               | Beschreibung                                                                                              | Standort                                  | Kennzeichnung | Schutzstatus | Datum | Bild           |
| ------------------------- | --- | ----------------------------------------- | ------------- | ------------ | ----- | -------------- |
| Sebastiansaltar           | rechter Seitenaltar; Altartisch, Retabel und Skulptur; Holz und Stuck, farbig gefasst und vergoldet, 1840 | in der Kirche St-Jacques-le-Majeur (Lage) | PM68001192    | Inscrit      | 1984  |                |
| Hauptaltar                | Altartisch, Tabernakel, baldachin, Skulptur und Flachrelief; Holz, farbig gefasst und vergoldet, um 1840  | in der Kirche St-Jacques-le-Majeur (Lage) | PM68000418    | Classé       | 1983  | weitere Bilder |
| Skulptur Madonna mit Kind | Holz, farbig gefasst und vergoldet, 18. Jahrhundert                                                       | in der Kirche St-Jacques-le-Majeur (Lage) | PM68000498    | Classé       | 1983  |                |
| Kanzel                    | Holz, farbig gefasst und vergoldet, 18. Jahrhundert                                                       | in der Kirche St-Jacques-le-Majeur (Lage) | PM68000499    | Classé       | 1983  | weitere Bilder |
| Marienaltar               | linker Seitenaltar; Altartisch, Retabel und Skulptur; Holz und Stuck, farbig gefasst und vergoldet, 1840  | in der Kirche St-Jacques-le-Majeur (Lage) | PM68001193    | Inscrit      | 1984  |                |